# Rodolfo Rodríguez
Rodolfo Sergio Rodríguez (Montevideo, 20 januari 1956) is een voormalig  profvoetballer uit Uruguay. Als doelman speelde hij clubvoetbal in Uruguay, Brazilië en Portugal. Rodríguez beëindigde zijn actieve carrière in 1994 bij EC Bahia. Met 78 interlands is hij na Diego Forlán, Diego Pérez en Diego Lugano de speler met de meeste caps op zijn naam voor Uruguay.

## Interlandcarrière
Rodríguez maakte zijn debuut voor Uruguay op 6 oktober 1976 in de vriendschappelijke uitwedstrijd tegen Chili (0-0). Hij won met Uruguay de strijd om de Copa América in 1983 en de Mundialito in eigen land (1980). Hij nam eenmaal deel aan de WK-eindronde (1986), maar kwam niet in actie in Mexico, ook al had hij rugnummer 1 toegewezen gekregen van bondscoach Omar Borrás. In de aanloop naar het toernooi verloor Rodríguez zijn basisplaats aan Fernando Álvez. Na het WK zwaaide hij af als international.

## Erelijst
Club Nacional
- Uruguayaans landskampioen

1977, 1980, 1983
 Santos
- Campeonato Paulista

1984
 Bahia
- Campeonato Baiano

1993, 1994
 Uruguay
- Mundialito

1980
- Copa América

1983